# Alonso de Reinoso
Alonso de Reinoso (o Reynoso) (Torrijos, 1518 – Concepción, 1567) fu un conquistador spagnolo che operò in Honduras, Messico, Perù e Cile.

## Biografia
Nacque a Torrijos, in provincia di Toledo, nel 1518. Sposò Catalina Flores de Riofrío prima di andare nelle Americhe nel 1535.
Sbarcò la prima volta a Cartagena de Indias in Colombia, e per dodici anni combatté in Honduras e Yucatán con Pedro de Alvarado e Francisco de Montejo, divenendo uno degli alcalde della nuova città di Mérida. Dopo aver lasciato Merida si spostò a combattere in Perù per due anni, finché non incontrò Francisco de Villagra il quale stava reclutando uomini per la campagna di Pedro de Valdivia in Regione dell'Araucanía.
Nel 1551 andò in Cile con Francisco de Villagra. Essendo un soldato esperto divenne ben presto corregidor della città di Angol nel 1554, dopo la morte di Valdivia. Francisco de Villagra lo nominò maestro de campo del suo esercito nel 1554. Dopo aver combattuto la battaglia di Marihueñu sopravvisse alla sconfitta ed all'evacuazione di Concepción (Cile). Tornato a Santiago aiutò Villagra a controbattere il tentativo di Francisco de Aguirre di diventare Governatore Reale del Cile.
Con il nuovo governatore, García Hurtado de Mendoza, Reinoso divenne capitano di cavalleria partecipando alle battaglie di Lagunillas e di Millarapue. Trasferitosi nella regione di Tucapel attaccò di sorpresa un'assemblea Mapuche a Cayucupil dopo una marcia notturna. Poco dopo, vicino alla valle di Purén, Reinoso salvò una colonna guidata da Pedro de Avendaño da un'imboscata Mapuche.
Mendoza lo nominò corregidor della nuova città di Cañete de la Frontera quando partì per la sua spedizione verso sud. Nel tentativo di sovvertire l'occupazione spagnola, Caupolicán attaccò il forte di Cañete aspettandosi di trovare le porte aperte grazie al tradimento di uno Yanacona, ma fu lui invece ad essere tradito. Reinoso ne approfittò per attirare il toqui Caupolicán in città distruggendo il suo esercito.
In seguito Reinoso trovò un indiano che avrebbe guidato il proprio subordinato Pedro de Avendaño nelle montagne durante la notte e, il 5 febbraio 1558, catturò Caupolican. Tornato a Cañete, Reinoso assistette all'esecuzione del toqui per impalamento. Questo fatto non fermò la rivolta Mapuche, che fortificarono Quiapo. Mendoza tornò e, con Reinoso, catturò e distrusse l'esercito avversario nella battaglia di Quiapo. In seguito Reinoso punì i prigionieri di guerra, e 700 uomini furono impiccati senza pietà sul campo di battaglia.
A metà del gennaio 1559 Alonso de Reinoso fu promosso al grado di maestro de campo per ordine di Mendoza che lo mise al comando delle sue truppe a sud del fiume Bío Bío. A partire dal 1559 visse a Concepcion dove fu nominato alcalde del cabildo Ordinario e suo Corregidor. Continuò a svolgere i compiti di maestro del campo per il successore di Mendoza, il nuovo governatore Francisco de Villagra.
Morì affogato durante un naufragio nei pressi di Concepción nel 1567, scortando in città i nuovi Oidores della neonata Reale Udienza del Cile.